# باتريك ماكدونل
باتريك ماكدونل (بالإنجليزية: Patrick McDonnell)‏ هو فنان قصص مصورة أمريكي، ولد في 17 مارس 1956 في إليزابيث في الولايات المتحدة.

## وصلات خارجية
- باتريك ماكدونل على موقع IMDb (الإنجليزية)
- باتريك ماكدونل على موقع ميوزك برينز (الإنجليزية)